# Support d'une mesure
Dans un espace topologique mesuré, le support d'une mesure (borélienne) est un fermé sur lequel, sauf cas pathologiques, se concentre cette mesure.

## Définition
Le support d'une mesure borélienne (positive) sur un espace topologique est, par définition, l'intersection de tous les fermés de mesure pleine (c'est-à-dire dont le complémentaire est de mesure nulle). Certains auteurs complètent cette définition en exigeant en outre que cette intersection soit de mesure pleine – si cette condition supplémentaire n'est pas remplie, ils considèrent que la mesure n'a pas de support.
Comme intersection de fermés, le support est un fermé de l'espace topologique.

## Exemples simples
Dans le cas d'une mesure de Dirac en un point a, le support est réduit au singleton {a}.
Soit {\displaystyle \mu } une mesure supposée à densité par rapport à la mesure de Lebesgue {\displaystyle \lambda } ; on note {\displaystyle f} la densité, de sorte que {\displaystyle \mu =f\lambda }. Le support de la mesure {\displaystyle \mu } est alors égal au support essentiel de la fonction {\displaystyle f} par rapport à la mesure de Lebesgue.

## Un exemple pathologique
Soit {\displaystyle \Omega } le premier ordinal non dénombrable, {\displaystyle X} l'espace topologique compact {\displaystyle [0,\Omega ]} et {\displaystyle \mu } la mesure de Dieudonné, qui est une mesure de probabilité sur {\displaystyle X}.
L'intersection des fermés de mesure non nulle se réduit à {\displaystyle \{\Omega \}}. Pourtant {\displaystyle \mu (\{\Omega \})=0} (et {\displaystyle \mu (\{X}\{\displaystyle \Omega \})=1}) : le support ne parvient pas à concentrer la mesure. Si on utilise la deuxième définition donnée plus haut, on considère que cette mesure n'a pas de support.

## Des hypothèses qui garantissent l'absence de pathologie
Le phénomène observé à la section précédente ne peut se produire que si l'espace et la mesure sont tous deux assez compliqués. En effet :
- Si l'espace considéré est à base dénombrable, le complémentaire du support de la mesure est de mesure nulle ; il en résulte que le support peut être décrit comme étant le complémentaire du plus grand ouvert de mesure nulle.

Preuve : Soit {\displaystyle B} une base d'ouverts dénombrable de l'espace considéré. Le complémentaire du support, que la définition décrit comme réunion des ouverts de mesure nulle, est aussi la réunion des ouverts qui sont simultanément de mesure nulle et éléments de la base {\displaystyle B}. En tant que réunion dénombrable d'ensembles de mesure nulle, il est lui aussi de mesure nulle.
- C'est également le cas si la mesure est régulière.

Preuve : On considère un compact inclus dans le complémentaire du support. Ce compact peut être recouvert par une famille d'ouverts de mesure nulle, donc par un nombre fini d'ouverts de mesure nulle ; il est donc lui-même de mesure nulle. Par la propriété de régularité intérieure des mesures régulières, la mesure du complémentaire du support est donc elle-même nulle.